# Новая евгеника

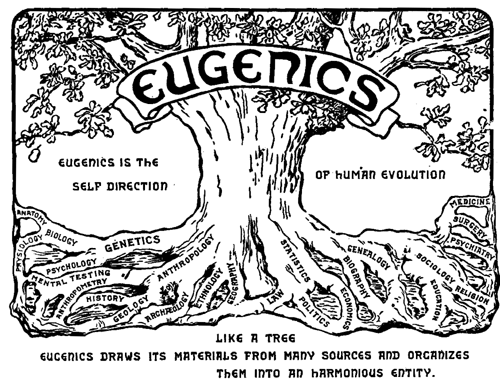
Логотип второй Международная конференция по евгенике (1921), изображающий евгенику в качестве дерева, объединяющего различные науки

Новая евгеника, также известная как либеральная евгеника (термин введен биоэтиком Николасом Агаром), выступает за усиление характеристик и способностей человека посредством использования репродуктивных технологий и генной инженерии человека. Сторонники новой евгеники, как правило, полагают, что отбор или изменение эмбрионов следует оставить на усмотрение родителей или государства, но никак не проводить его насильно. «Новая» евгеника стремится отделиться от той евгеники, которая практиковалась и пропагандировалась в 20-м веке, но после Второй мировой войны полностью дискредитировавшей себя..

## История
Новая евгеника отличается от предшествующих разновидностей евгеники тем, что ставит акцент на осознанном выборе родителей, а не насильном правительственном контроле..
Порой евгенику разделяют на позитивную евгенику (поощряющую размножение среди тех, кто признан «пригодным») и негативную евгенику, что препятствует воспроизводству тех, кого признают «непригодным»). Другое различие между принудительной евгеникой и непринудительной евгеникой заключается в том, что, согласно Эдвину Блэку, многие позитивные евгенические программы пропагандировались и осуществлялись в начале 20 века, но негативные программы были ответственны за принудительную стерилизацию сотен тысяч людей во многих странах и содержались в большей части риторики нацистской евгенической политики расовой гигиены и геноцида. Новая же евгеника относится к категории позитивной евгеники. Среди биоэтиков принято считать, что принудительную евгенику труднее оправдать, нежели непринудительную, хотя, например, некоторые из обязывающих законов, запрещающих браки между двоюродными родственниками, многие считают справедливыми. Насильственная стерилизация тех, кто считается непригодным, является формой принудительной евгеники, что полностью и абсолютно дискредитировала себя в глазах современного общества,, являясь незаконной формой политики, согласно международным законам.

## Методы новой евгеники
Новая евгеника, как правило, поддерживает генетическую модификацию или генетический отбор особей по признакам, которые способны в лучшую сторону повлиять на благополучие человеческой жизни. Основная её цель заключается в улучшении генетической основы будущих поколений и снижении частоты генетических заболеваний и прочих нежелательных признаков. Новая евгеника может выделить следующие методы воздействия на популяцию: преимплантационная диагностика и отбор эмбрионов, селекция и улучшение человеческого потенциала с помощью генетических технологий, например, эмбриоинженерия или генная терапия..

## Этика
Новая евгеника базируется на либеральных ценностях плюрализма, который отстаивает позиции личной автономии и эгалитаризма, что представляет собой идею равенства всех людей. Аргументы, приводимые в пользу новой евгеники, включают в себя то, что это в интересах общества предоставить потомству шанс достичь счастливой жизни. Этические аргументы против новой евгеники включают в себя утверждение, что проектирование подобных детей противоречит интересам общества, поскольку такое явление может привести к конфликту генетически модифицированных и естественно рождённых людей. Кроме того, некоторые из этих технологий могут оказаться экономически недоступными, что ещё больше поспособствует увеличению социально-экономического разрыва..
Доу Фокс, профессор права из Университета Сан-Диего, утверждает, что новая евгеника не может быть лежащей в её основне либеральной теорией, ставшей ключевой частью термина. Фокс утверждает, что конвенционально ценные умственные и физические качества можно рассматривать в качестве альтернативы социальным первичным благам, выдвигаемые Джоном Ролзом. В данном случае — первичным природным или естественным благам. Фокс предполагает, что репродуктивные технологии в виде селекции эмбрионов, клеточной хирургии и генной инженерии человека, направленные на усиление конвенционально ценных черт популяции, являются методом, который либеральное правительство оставит на усмотрение родителей. Именно этот принцип добровольности и лежит в основе его теории.
Международный комитет по биоэтике заявил, что новую евгенику не следует ставить в один ряд с евгеническими движениями XX века. Тем не менее, было утверждено, что оная по-прежнему является проблематичной, поскольку идёт в противоречие с идеей человеческого равенства и открывает новые возможности дискриминации и стигматизации тех, кто не хочет или не может позволить себе усовершенствования..